# Penepodium latro
Penepodium latro är en biart som först beskrevs av Kohl 1902.  Penepodium latro ingår i släktet Penepodium och familjen grävsteklar. Inga underarter finns listade i Catalogue of Life.